# Laurent Duhamel
Laurent Duhamel (født 10. oktober 1968 i Rouen) er en fransk fodbolddommer. Han har dømt internationalt under det internationale fodboldforbund FIFA siden 1999, hvor han siden 2006 har været indrangeret som elite-dommer.

## Kampe med danske hold
- Den 8. november 2007: Gruppespil i UEFA cuppen: AaB – Anderlecht 1-1.
- Den 10. december 2008: Gruppespil i Champions League: Manchester United – AaB 2-2.
- Den 20. oktober 2011: Gruppespil i UEFA Europa League: Hannover – FC København.
- Den 1. december 2011: Gruppespil i Europa League: OB – Wisła Kraków.